# 孔克勒伊
孔克勒伊（法語：Conquereuil，法語發音：[kɔ̃kʁœj] ⓘ）是法国大西洋卢瓦尔省的一个市镇，位于该省北部，属于沙托布里扬-昂斯尼区。

## 地理
孔克勒伊（47°37'28"N, 1°45'5"W）面积32.87 平方千米，位于法国卢瓦尔河地区大区大西洋卢瓦尔省，该省份为法国西北部沿海省份，位于布列塔尼半岛东南部，北起伊勒-维莱讷省，西北接莫尔比昂省，西临大西洋，南至旺代省，东临曼恩-卢瓦尔省。
与孔克勒伊接壤的市镇（或旧市镇、城区）包括：代尔瓦勒、盖姆内庞福、栋河畔马尔萨克、皮耶里克。
孔克勒伊的时区为UTC+01:00、UTC+02:00（夏令时）。

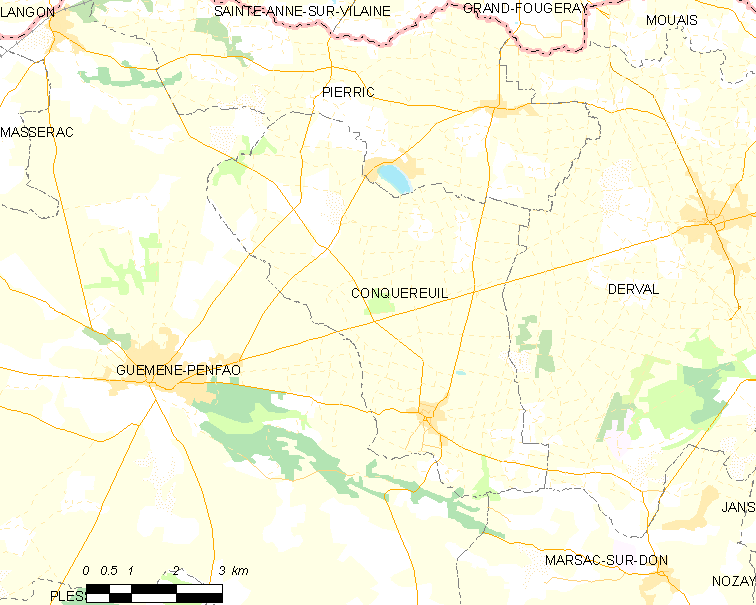
孔克勒伊的OSM定位图

## 行政
孔克勒伊的邮政编码为44290，INSEE市镇编码为44044。

## 政治
孔克勒伊所属的省级选区为盖姆内庞福县。

## 交通
大西洋卢瓦尔省省道D42线、D124线和D129线在市中心交汇，省道D3线和D775线经过北部境内。

## 人口

1962-2008年间孔克勒伊人口变化图示

孔克勒伊于2022年1月1日时的人口数量为1072人。